# Mohammed Bennis
Mohammed Bennis (Fès, 1948) è un poeta marocchino, uno dei più importanti autori della poesia araba moderna.
Chevalier des arts et des lettres Francia (2002); Premio al-Uways (Dubai, 2008); Premio Max Jacob (France, 2014): Medaglia della cultura, della creazione e delle arti, Autorità Nazionale Palestinese (2017).
Partecipa appassionatamente al processo di modernizzazione della poetica araba e gode, dagli anni Ottanta, di ampia fama nella cultura araba. Bernard Noël scrive di lui: «Insieme a Adunis e Mahmoud Darwish, Mohammed Bennis ha costruito un'opera che deve solo alla ricerca paziente della sua propria precisione l'essere diventata esemplare nell'ambito della lingua araba. Essa vi porta già un avvenire che la rende fondatrice.».

## Biografia
Mohammed Bennis ha compiuto i suoi studi universitari alla Facoltà di Lettere Dhar El Mehraz a Fès, dove ha ottenuto, nel 1972, la laurea in letteratura araba. Alla Facoltà di Lettere di Rabat, Università Mohammed V, ha discusso, nel 1978, la sua tesi di Diplôme d'études approfondies (D.E.A) sotto la direzione di Abdelkebir Khatibi su Ẓāhira al-shiʿr al-muʿāsir fī l-Maghrib (Il fenomeno della poesia contemporanea in Marocco). E alla stessa Facoltà ha discusso, nel 1988, sotto la direzione di Jamel Eddine Bencheikh, una tesi di Dottorato su Al-shiʿr al-ʿarabi al-ḥadīth - banyātuhu wa ibdālātuha, in arabo  الشعر العربي الحديث ـ بنياته وإبدالاتها‎? (La poesia araba moderna, strutture e mutamenti). Ha pubblicato le sue prime poesie nel 1968 sul giornale al-ʿĀlam (Il mondo) a Rabat. Nel 1969, ha inviato le sue poesie al poeta Adunis che le ha pubblicate nel n° 9 della rivista Mawāqif. Ha anche pubblicato, nel 1969, la sua prima raccolta La pre-parola. Nel 1972, si è trasferito a Mohammedia, dove è stato insegnante di lingua araba. È stato, dall'ottobre 1980 al settembre 2016, professore di poesia araba moderna presso la Facoltà di Lettere di Rabat, Università Mohammed V-Agdal. E da allora si è dedicato interamente alla scrittura.

## Sulle sue opere
Autore di una trentina di opere, Mohammed Bennis ha pubblicato quattordici raccolte di poesie, le opere poetiche (due volumi), alcuni studi sulla poesia marocchina e la poesia araba moderna, prose e traduzioni. Ha pubblicato in particolare su numerosi giornali e riviste del mondo arabo. Alcuni testi sono stati tradotti e pubblicati in libri collettivi, riviste e giornali in diverse lingue. Dal 1995, sue raccolte e libri sono pubblicati in Francia, Italia,  Spagna, Turchia e Macedonia. Scrive di pittura. Realizza anche opere collettive, sotto forma di quadri, libri e portfolio, nei paesi arabi, in Europa, negli Stati Uniti e in Giappone.  Il Libro dell'amore, realizzato con il pittore iracheno Dia Azzawi, è la testimonianza di un'avventura comune.
Rivolto al dialogo e all'apertura, Mohammed Bennis ha partecipato a diversi incontri internazionali sulla poesia e la cultura del nostro tempo. Ha anche tradotto dei testi di lingua francese, tra i quali La Blessure du nom propre di Abdelkebir Khatibi, La rumeur de l'air (opere poetiche) di Bernard Noël, Tombeau d'Ibn Arabi seguito da Les 99 stations de Yale di Abdelwahab Meddeb, Un coup de dés di Stéphane Mallarmé, pubblicato in un'edizione bilingue con Isabelle Checcaglini e Bernard Noël presso Ypsilon Éditeur a Parigi nel 2007, e L'Archangélique di Georges Bataille nel 2010.

## Poesia e lingua
Mohammed Bennis, sin dagli inizi, si è interrogato sulla situazione specifica della poesia in arabo nel Marocco contemporaneo e sul rapporto tra la poesia e la lingua.. Questo interrogarsi, che gli ha permesso di aprire la strada verso la modernità e la libertà, dall'esordio della rivista al-Thaqāfa al-Jadīda (La Nuova Cultura), è diventato la cifra del suo percorso poetico. Con il passare del tempo, ha assunto una dimensione radicale, per abbracciare la poesia, la cultura, la modernità e la libertà, dal momento che questo interrogarsi apre la strada della critica e dell'avventura. Mohammed Bennis fu ugualmente cosciente, a partire dagli anni settanta del secolo scorso, che la poesia marocchina araba soffriva di un tradizionalismo che gravava sulla sua creatività, mentre la poesia marocchina di lingua francese si orientava verso direzioni innovative di critica e di avventura. Ma la sua posizione nei confronti della lingua è, invece, diversa da quella degli scrittori magrebini francofoni, perché «la francofonia - scrive - dà nuovo impulso alla dipendenza.». Mentre rifiuta la politica della francofonia (che rappresenta, per lui, una forma di globalizzazione destinata alla ricolonizzazione), riserva al francese una grande considerazione: «La lingua francese, scrive, era il luogo di una rivoluzione poetica che mi ha aperto il cammino della libertà, e ha dato alla mia lingua araba una forza poetica, il plusvalore di ogni modernità». Questa situazione così complessa lo induce a constatare l'urgenza della modernizzazione della lingua araba in Marocco. Così avvia, in totale libertà, la modernizzazione di una poesia e di una cultura. Bisogna rendersi conto che in questo processo non è l'arabo ad essere in gioco, quanto la sua modernizzazione che il processo segnala. Modernizzare l'arabo è un imperativo, con il quale Mohammed Bennis risponde a coloro i quali credono che l'arabo sia una lingua sacra, una lingua che vieta qualunque modernità. Modernizzare una lingua, per lui, vuol dire, in primo luogo, liberarla dalla tirannia teologica, che grava su una società e sulla sua mentalità. In poesia, la modernizzazione porta a muovere la lingua dalla chiarezza all'oscurità, dal noto all'ignoto e dal possibile all'impossibile. È così che Mohammed Bennis si è dedicato, nelle sue diverse opere, alla modernizzazione della lingua, alla libertà d'espressione basandosi sui valori fondamentali della modernità. Per raggiungere tale scopo, ha seguito, dalla sua giovinezza, le tracce dei poeti che hanno vissuto per modernizzare la loro lingua, e hanno fatto della vita umana, nei suoi segreti come nelle sue angosce e illuminazioni, il loro spazio vitale..
Al passo coi tempi, Mohammed Bennis ha potuto approfondire, a partire dagli anni novanta, la sua riflessione sul rapporto tra la poesia e la lingua. Qui ancora, ha constatato, con la globalizzazione che si annunciava verso la fine del secolo scorso, che l'abbandono della poesia è il paradigma di tutte le manifestazioni della globalizzazione: «L'abbandono della poesia, scrive, oggi, è prima di tutto un abbandono della lingua. Abbandono plurale, i cui disorientamenti si moltiplicano, dal momento che diventa difficile discernere la differenza tra il tempo della globalizzazione e la poesia». Eccoci riportati, di nuovo, al ruolo della critica in Mohammed Bennis. In questo contesto, e per resistere a tale abbandono, ha formulato l'idea dell’appello alla promessa, al fine di confrontare, positivamente, ciò che la globalizzazione incoraggia per fare a meno e della poesia e della lingua: «L'appello alla promessa, in quanto pensiero poetico indispensabile a ogni esistenza umana, si presenta, oggi, a partire dalla dimora della poesia nell'infinito e nell'ignoto della lingua.». In questo senso, la poesia veglia sulla lingua. «Destino della poesia, destino della parola. Ciascuno dei due destini accompagna l'altro, in un tempo che spinge la parola a isolarsi da sé, dallo stesso, dall'altro, e dal futuro.». Altrove egli aggiunge, per precisare il luogo che il poeta sceglie: «Il poeta ascolta la voce della poesia alla poesia, quella che abita la poesia, parlandole, ricordando che la poesia è la parola che fa durare la parola. È l'ascolto di un poeta innamorato della parola al quale va il merito di far durare la parola, lingua dell'umano in noi e tra di noi e ciò che ci permette di essere insieme nella scelta di una vita e di una morte.».
La poesia di Mohammed Bennis, che appartiene a questa lingua dell'umano, è l'unione creatrice di due culture: la cultura araba ancestrale, tra il Vicino Oriente, al-Andalus e il Marocco, e la cultura universale. Questa poesia si basa, al contempo, sulla misura e la trance. Essa persegue, raccolta dopo raccolta, la ricerca personale della parola che fa durare la parola, nel segreto che salvaguarda la poesia: «La necessità della poesia, scrive, è questa verità di cui la poesia conserva il segreto. È questo bagliore che scaturisce in un batter d'occhio, viaggiando in noi e con noi, verso ciò che non ha fine. ».

## Poetica della scrittura
La poesia, per Mohammed Bennis, è immanente alla lingua. Non c'è poesia senza lingua. E la natura della sua poetica, che consiste nel lavorare sulla lingua, si concretizza nella scrittura. Con il concetto di scrittura, egli sceglie una pratica testuale plurale (poesia, testo in prosa e saggio) in cui lingua, soggetto e società sono messi in movimento l'uno verso l'altro e l'uno con l'altro. Questo concetto, che è stato utilizzato e precisato, per la prima volta nel 1981, nel «Manifesto della scrittura»,.
è preso in prestito dalle due culture, araba e francese. Mohammed Bennis presenta la scrittura come atto corporale che riorienta il linguaggio verso la riproduzione delle parole e l'interazione tra le parole, secondo una trasformazione delle regole della costruzione del testo, da une parte, e secondo una sostituzione del senso singolo con il senso plurale, dall'altra. La scrittura che è, in una delle definizioni che ne dà Mohammed Bennis, una critica della lingua, del soggetto e della società «si fonda nell'esperienza e nella pratica.». Vale a dire che «il soggetto della scrittura è materiale.». Essa nasce nel momento della pratica della scrittura, né prima né dopo. Questa scrittura, che non si separa dalla sua oralità, è destinata alla divisione sia nella lettura sia nell'ascolto. Così essa è allo stesso tempo «un atto liberatorio», «amore sensuale aperto sulla vita.». Oppure è, più oltre ancora, una «trance portata via dalla cancellazione.». In questa prospettiva,  la scrittura abolisce la distanza tra Io, Tu, Lui, Lei, lascia aperto il passaggio tra le pratiche testuali differenti, dà spazio a una intersoggettività che induce il lettore a cambiare la sua passività con la poesia e a diventare attivo nella produzione del senso.
A partire dal concetto di scrittura, Mohammed Bennis accorda importanza alla sua propria costruzione del ritmo. Perché c'è su questo punto un vero lavoro. Si tratta di creare un lirismo dinamico, che pone il corpo e il sentire al centro della poesia. Da una raccolta all'altra, le forme delle poesie e la loro impaginazione che la sua poetica apre ne sono prova. Scrive a questo proposito: «La costruzione della poesia, lavorata dall'infinito della soggettività, dallo straniero e dall'impuro, subisce dei mutamenti imprevedibili. È così che la parola poetica, scritta in margine alla letteratura, non cessa di destabilizzare la sintassi, di disorientare l'immagine, di scomporre la metrica e di deformare l'ordine sedicente pulito, puro. Il cammino della poesia è quello dell'impuro, dove visione e invisibile si coniugano. Questo passaggio del seme dell'ebbrezza si concretizza nella poesia. Ed ecco l'impuro portare, d'ora in avanti, il segno del puro, del bello e dell'ignoto.». È così che la poesia dà alla parola, nel momento in cui la cultura del consumo e dell'informazione fa strage e le distruzioni dell'umano trionfano, «non ciò che esprime, ma ciò che crea a me e a te, una nascita rinnovata, creazione umana, infinita, della parola».
La poesia, per Mohammed Bennis, è un accompagnatore che guida, con estasi, i solitari nella sete della loro partenza senza fine verso il bello e il libero. «Che significa, scrive, interazione del soffio tra il poeta e gli altri nel e con il mondo.». Per questo, egli non smette di ricordare l'essenziale nella poesia, e cioè la necessità di essere l'emergenza di voci pure, che vegliano sull'ignoto. Il poeta può restare fedele a questo obiettivo solo se si impegna in un pensiero della resistenza da cercare, nella poesia: «È la resistenza della poesia di fronte all'abbandono della lingua.».  Una poesia che tende a conservare alla parola, la nostra parola, la sua possibilità di continuare a vivere in noi e tra di noi. «Questa è la parola, scrive, che fa durare la parola, umana, lingua dell'infinito e dell'ignoto.».
La scrittura, in questo senso, diffida della dualità della poesia in versi e del poema in prosa. Il grado di implicazione del corpo nella prosa di Mohammed Bennis non è inferiore a quello della sua poesia. Non c'è differenza tra poesia e prosa, nella sua scrittura, se non per la specificità delle forme che il poeta rispetta. La costruzione del testo si appoggia, nei due casi, su un'unità aperta, con delle frontiere sconosciute, che vengono dall'avvenire. E nel principio ritmico (visuale e acustico) di questa costruzione, si sviluppa un desiderio ardente di inventare altrettanti sistemi personali, non comuni. È ciò che scopriamo, per esempio, sia nelle sue raccolte sia nei suoi testi in prosa che si intitolano Shaṭahāt li-muntaṣafi al-nahār (Trance per mezzogiorno), al-Unbur ilā difāf zarkāʾ (Traversata verso rive azzurre) o Kalām al-jasad (Parole del corpo).
Una poetica della scrittura per la modernizzazione e della lingua e della poesia arabe. Essa è descritta da Jamel Eddine Bencheikh nel modo seguente: «Bennis sfrutta tutte le risorse della sua lingua. Varia i ritmi, gioca con gli intervalli e le disposizioni strofiche, dà alla sua poesia, sulla pagina bianca, delle forme che traducono il movimento delle significazioni (…) Ma sempre la visione si approfondisce alla ricerca di speranza.». È lo stesso metodo che un poeta come Claude Esteban decifra in due serie di poesie, Vino: «Bennis che conosce queste melodie crepuscolari, se ne allontana risolutamente, vuole, come Rimbaud, che il liquore nobile dia ai «lavoratori», in verità a quelli che penano e avanzano, e la forza e la pace; che mescoli i soffi, illumini e scorra; che ci siano dappertutto delle perle, dei gioielli, ossia un universo senza ombre, senza interdetti, senza demoni nascosti»..

## Il poeta nella città
Mohammed Bennis, che ha superato la soglia dei sessant'anni, testimonia del ruolo del poeta nella città. Cosciente di questo ruolo, aderì, nel 1970, all'Unione degli scrittori del Marocco, e vi diventò, nel 1973, membro dell'ufficio esecutivo. Quando notò la dipendenza del culturale dal politico, denunciò questa dipendenza e abbandonò definitivamente l'associazione. Fondò, nel 1974, con Mostafa Mesnaoui, la rivista al-Thaqāfa al-Jadīda (La Nuova Cultura) che ha svolto un ruolo attivo nella vita culturale in Marocco. Questa rivista sarà censurata nel gennaio 1984, durante le rivolte di Casablanca. La censura della rivista l'ha indotto ad accogliere la sfida e a creare, nel 1985, con degli amici scrittori e universitari, Mohammed Diouri, Abdeltif Menouni e Abdeljalil Nadem, le Edizioni Toubkal, allo scopo di partecipare alla modernizzazione della cultura in Marocco. Mohammed Bennis è anche, nel 1996, membro fondatore, con Mohammed Bentalha, Hassan Nejmi e Salah Bousrif, della Casa della Poesia in Marocco e suo presidente (1996-2003). Egli ha rivolto nel 1998 un appello a Federico Mayor, direttore generale dell'UNESCO, in favore di una Giornata mondiale della poesia. Grazie a questa iniziativa, il 15 novembre 1999, l'Unesco ha deciso di proclamare il 21 marzo Giornata mondiale della Poesia. E quando la politica si è appropriata della Casa della Poesia in Marocco, ha pubblicato una lettera aperta intitolata La paura del senso.

## Presenze
Mohammed Bennis partecipa, dagli anni settanta ai festival della poesia araba, e, dal 1980, a numerosi festival di poesia tanto in Europa, in Canada, negli Stati Uniti che in America Latina. Turchia, Cina e India
Omaggi gli sono stati resi da «L'associazione degli studi letterari a Sfax » in Tunisia, nel 1991, da «L'associazione Luci di Sous» a Agadir, nel corso dello stesso anno, e dal «Centro Mediterraneo di studi e ricerche» a Tangeri nel 2006.  Sono state anche consacrate delle giornate di studio alla sua opera da «L'associazione dei giovani ricercatori in lingua e letteratura alla Facoltà di lettere di Meknes » nel 2006, e da «Il circolo dei letterati del Marocco » a Rabat, nel corso dello stesso anno.
Il tributo è stato dato anche dall'Istituto francese di Tangeri nel 2012, l'Associazione Maghreb di pensiero e creazione in Tunisia, nel 2014, Moussem Cultural International Assilah, nel 2016, il Festival della poesia Arabo a Mehdia, Tunisia, nel corso dello stesso anno. La maison de la poésie di Parigi ha organizzato un recital di poesia il 21 marzo 2017, World Poetry Day.
I lavori della Giornata di Meknès sono stati pubblicati in un libro intitolato Mohammed Bennis: Il corpo e la scrittura. Esso è edito da L'associazione dei giovani ricercatori in lingua e letteratura, Facoltà di lettere, Meknès, 2007. Sono stati pubblicati dei dossier su di lui: ARS Albanian literary Review, n. 8 e diel, 31 August 2003; AlShouara, Poets, rivista culturale trimestrale della Casa della poesia, Ramallah, Palestine, n° 28-29, primavera - estate 2006; Banipal, Magazine of Modern Arab Literature, n° 29, London, Summer, 2007, il supplemento Akhbar al-Adab, dossier al-Boustane (il Giardino),  con il titolo «Mohammed Bennis: Naufragio nei mari profondi», n° 876, Il Cairo, 2 maggio 2010; Rivista Poesia e Spiritualità, dossier «Residenza di Scrittura», anno II, Numero 4, Milano, 2010.
La rivista mensile letteraria Europe (Parigi) ha pubblicato nel numero 1015 e 1016, novembre / dicembre 2013, un lungo dialogo con lui, guidato da Jacques Ancet con il titolo di «Le infinite pieghe del discorso» (42).

## Premi e onorificenze
Mohammed Bennis si vede assegnare il Prix du Maroc du livre nel 1993 per la sua raccolta Le Don du vide, la cui traduzione francese di Bernard Noël in collaborazione con l'autore è apparsa nel 1999 nelle Éditions l'Escampette, a Bordeaux, e la traduzione italiana di Fawzi Al Delmi è apparsa nel 2000, con il titolo  Il Dono del vuoto, nelle Edizioni San Marco dei Giustiniani, a Genova, e la traduzione spagnola di Luis Miguel Canada nel 2006, con il titolo El Dono Del Vacio , con un frontespizio di Antonio Gamoneda, nelle Ediciones del oriente y del mediterraneo a Madrid. Per la stessa raccolta, nella traduzione italiana, gli è stato conferito il Premio Città di Calopezzati per la letteratura mediterranea nel 2006.
Il Prix Grand Atlas Maroc della traduzione (Rabat) gli è stato attribuito nel 2000 per la raccolta Fleuve entre deux funérailles, tradotto in francese da Mostafa Nissabouri e pubblicato nelle Éditions l'Escampette a Bordeaux nel 2003.
Ha ricevuto anche Il Premio Feronia-Città di Fiano riconoscimento speciale ad un autore straniero nel 2007, Al Owais Awards Dubai  (il Premio Al Owais) per l'insieme della sua opera poetica gli è stato assegnato nel 2007, il Prix Maghrébin de la culture Tunisia nel 2010, e Il Premio Letterario Internazionale Ceppo Pistoia nel 2011 per il libro Il Mediterraneo e la parola, pubblicato nel 2009 in una traduzione di Francesca Corrao e Maria Donzelli, presso Donzelli editore a Roma.
La Francia gli ha conferito nel 2002 il titolo di Chevalier des arts et des lettres.
E', dal 2006, membro d'onore dell'Associazione Mondiale di Haiku (World Haiku Association) in Giappone. Premio Max Jacob estero (Francia, 2014), Premio di bei libri (Fiera del libro internazionale araba di Beirut), 2017.

## Ultime pubblicazioni
In arabo: Hunāka tabqa  (Là tu resti) (poesie) nel 2007,  Kalām al-jasad (Parole del corpo) (prosa) nel 2010 e  Sabʿat al-ṭuyūr)  (Sette uccelli) (poesie) nel 2011. La sua traduzione di L'Archangélique et autres poèmes di Georges Bataille nel 2010. In francese: Una traduzione di Bernard Noël, in collaborazione con l'autore, della sua raccolta Le Livre de l'amour, Edizioni Al Manar a Parigi è uscita con disegni di Dia Azzawi nel gennaio 2008; una traduzione della sua raccolta Feuille de la splendeur di Mounir Serhani, rivista da Bernard Noël in collaborazione con l'autore, è uscita presso Cadastre8zéro Editeur in Francia; e L'obscur dans les mots, una raccolta di poesie in comune con Bernard Noël, con i disegni di Joël Leik, è uscita presso le Edizioni Al Manar a Parigi nel 2011; In italiano: Il Mediterraneo e la parola. Viaggio, poesia, ospitalità, a cura di Francesca Corrao e Maria Donzelli, Saggine, Donzelli editore, Roma, 2009; In turco, şarap, Türkçesi Metin Findikçi, Kirmizi Yayinlari, Istanbul, 2009; e in spagnolo: Un río entre dos funerales (poemas), traducción de Luis Miguel Cañada, Icaria editorial, Barcelona, 2010.

## Opere

### Libri in arabo

#### Poesia
- 1969, Makabla l-Kalam (La pre-parola) (poesie);
- 1972, An al-ittéhad wa'l-farah (Sull'oppressione e la gioia) (poesie);
- 1974, Wajhou'n mouta'wahhijou'n abra imtidadi azzaman (Volto eternamente incandescente) (poesie);
- 1980, Fi Ittijah sawti'ka l-amoudi (Verso la tua voce verticale) (poesie);
- 1985, Mawassim'ou al-sharq, (I Moussem dell'Oriente) (poesie);
- 1988, Warakatou l-baha'e, (Foglia dello splendore) (poesie);
- 1992, Hibatou l-faragh, (Il Dono del vuoto) (poesie);
- 1994, Kitabou l-houb (Il libro dell'amore) (opera poetica e artistica collettiva in collaborazione con il pittore Dia Azzawi – Edizione originale);
- 1995, Kitab al-houb, (Il Libro dell'amore (poesie) (edizione corrente);
- 1996, Al- Makanou l-wathani (Il luogo pagano) (poesie) ;
- 1999, Nabidh, (Vino), due serie di poesie (bilingue in arabo e francese, in arabo e spagnolo), traduzione collettiva, Royaumont;
- 2000, Nahr'un bay'na jana'zatai'n  (Fiume tra due funerali) (poesie) ;
- 2002, Al-A'amalou l-chi'ria, (Opere poetiche) (due volumi);
- 2003, Nabidh, (Vino) (poesie);
- 2007, Hounaka tabk'a (Là tu resti) (poesie)
- 2011, Sab'atou touyour (Sette uccelli) (poesie)
- 2015, Questo blu (poesie)
- 2017, Luci dell'oscurità  (antologia poetica)

#### Studi e saggi
- 1979, Zahira ash-shi'r al-mu'asir fi l-Maghrib (Il fenomeno della poesia contemporanea in Marocco) (studio);
- 1985, Hadathat'u assou'al (Modernità della domanda)(saggio);
- 1989-1991, Ash-shi'r al-Arabi l-hadith, biny'atouhou wa ibda'la'touha (La poesia araba moderna, strutture e mutamenti) (studio in 4 volumi);
- 1994, Kitaba'tu l-Mah'ou'e (Scrittura della cancellazione) (saggi e prose sulla poesia e la modernità);
- 2007, Al- Haq fi Achi'ir (Diritto alla poesia) (saggi).

#### Prose
- 1996, Chataha't li'montassafi annahar (Trance per mezzogiorno), (libro biografico);
- 1998, Al-Oubou'r ila dhifa'f zarka'e (Traversata verso rive azzurre); (prose);
- 2004, Al-Hadatha l-ma'atouba, (Modernità in panne) (diario culturale);
- 2010, Kalamou l-jassad (Parole del corpo) (prose).
- 2012, Ma'a Asiqa'e (With Friends) (texts).

#### Traduzioni
- 1980, Al-Ism al-arabi'e l-jarih (Blessure du nom propre), saggio di Abdelkébir Khatibi;
- 1997, Al-Ghourfatou l-fa'righa (La chambre vide), poesie di Jacques Ancet;
- 1998, Hassissou l-hawa'e (La rumeur de l'air), opere poetiche di Bernard Noël;
- 1999, Qa'br ibn Arabi yali'h aya'e (Tombeau d'Ibn Arabi suivi de 99 Stations à Yale), 2 raccolte di Abdelwahab Meddeb;
- 2002, Al-Islam assia'si (La Maladie de l'Islam), studio di Abdelwahab Meddeb, traduzione in collaborazione con l'autore;
- 2007, Rami'atou nard (Un coup de Dés), poema di Stéphane Mallarmé;
- 2010, Al-Kodossi (L'Archangélique), poesie di Georges Bataille.
- 2012, Ta'rikou l-midad (Chemin d'encre) poèmes de Bernard Noël.
- 2013, Kitabou al nissia'n, (Le livre de l'oubli)  (il libro dall'oblio) di Bernard Noël.
- 2016, Al Mouj'az fi Al Ihan'a (Précis d’humiliation), Precis di umiliazione, testi politici di Bernard Noël.

#### Opere
- 2001, Opere poetiche (due volumi)

- 2016, Opere di prosa (5 volumi)

### Libri tradotti

#### In italiano
- Il dono del vuoto , traduzione di Fawzi Al Delmi, Genova, "Quaderni di poesia", Edizioni San Marco dei Giustiniani, 2001. ISBN 978-88-7494-103-2
- Il Mediterraneo e la parola. Viaggio, poesia, ospitalità, a cura di Francesca Corrao e Maria Donzelli, Saggine, Donzelli editore, Roma, 2009.

#### In francese
- 1995, Anti-journal de la métaphore, Jean-Michel Place, Saint-Denis;
- 1999, Le Don du Vide (poèmes), Traduction de Bernard Noël en collaboration avec l'auteur,  l'Escampette, Bordeaux, 2ème édition, 2003;
- 1999, Vin (deux séries de poèmes) traduction collective, Royaumont;
- 1999, Désert au bord de la lumière (poème), Traduction de Abdelwahab Meddeb, Al Manar, Paris;
- 2000, Chant pour un jardin de l'eau (poème), traduction d'Abdellatif Laâbi, les petits classiques du grand pirate, Paris;
- 2003, Fleuve entre deux funérailles (poèmes), traduction de Mostafa Nissabouri, l'Escampette, Bordeaux;
- 2008, Le livre de l'amour (poèmes), traduction de Bernard Noël, en collaboration avec l'auteur, Editions Al Manar, Paris;
- 2010, Feuille de la splendeur (poèmes), traduction de Mounir Serhani, revue par Bernard Noël en collaboration avec l'auteur, Cadastre8zéro Editeur, France;
- 2010, L'obscur dans les mots (poèmes), en commun avec Bernard Noël, interventions originales par Joël Leik, Editions Al Manar, Paris.
- 2012, Vers le bleu (poèmes), traduction de Bernard Noël en collaboration avec l'auteur, Résidence de l'Arbre à paroles Editeur, Belgique.
- 2013, Lieu païen (poèmes), traduction de Bernard Noël en collaboration avec l'auteur, L'Amourier éditions, Coaraze, Francce.

#### In spagnolo
- 1999,Vino, Dos series de poemas, Traducidos del arabe, Traduccion colectiva, Royaumont, France, 1999;
- 2006,El Don del Vacio, poemas, Traducion Luis Miguel Canada, Ediciones del oriente y del mediterraneo, Madrid, 2006;
- 2010,Un rio entre dos funerales, Traducion Luis Miguel Canada, Icaria editorial, Poesia, Barcelona, 2010.
- 2011,Frìo ambiguo, Un àrbol de otro mundo, en homenaje a Antonio Gamoneda, Vaso Roto, Poesia, Madrid, 2011.

#### In turco
- 2008, Muhammed Bennis, aşkin kitabi, Türkçesi Metin Findikçi, Kirmizi Yayinlari, Istanbul, 2008;
- 2009, Muhammed Bennis, şarap, Türkçesi Metin Findikçi, Kirmizi Yayinlari, Istanbul, 2009.

#### In tedesco
- 2012, Die Gabe der Leere, (Il Dono del vuoto) (poesie) a cura di Stefan Milich, Edition Lyrik Kabinett, Bei Hanser, München, Germany.

#### In cinese
- 2015, 穆罕默德•貝尼斯, 沉默, International Poetry Nights in Hong Kong.

### Poesie e prose tradotte in italiano
- Impossibilità della poesia araba, Milano poesia, Mazzotta, dal 5 all'11 ottobre 1992;
- Piccola antologia della poesia e dei poeti mediterranei, Da qui, Argo, Lecce, 1993;
- L'estetica nella poesia del Mediterraneo, a cura di Francesca Maria Corrao, Fondazione Istituto di Alta Cultura "Orestiadi", 1999;
- Genova sorella acqua e luce, colori e profumi,  Il Secolo XIX, 10 settembre 2000;
- Wasim Dahmash, Marocco Poesia Araba Oggi, Jouvence, Roma, 2002;
- Diretta da Francesca Maria Corrao, Poesia straniera, Antologia della poesia araba, la Biblioteca di Repubblica, Roma, 2004;
- Babilonia, Piccola antologia plurietnica, A cura di Bruno Rombi, IL Libraccio Editore, Genova, 2005;
- L'Editore Dei poeti, San Marco dei Giustiniani 1976-2006, Atti della giornata di studio 18 ottobre 2006, Fondazione Giorgio e Lilli Dovoto, San Marco dei Giustiniani  Genova, 2007;
- Il poeta nel nostro tempo, Poesia e Spiritualità, Semestrale di cultura transdisciplinare, Milano, Anno I - Numero 1, 2007;
- La Spiritualità Guarda Avanti, Poesia e Spiritualità, Semestrale di cultura transdisciplinare, Milano, Anno II- Numero 3, 2008;
- Il Nuovo Mediterraneo, conflitti e coesistenza pacifica, a cura di Dominique Bendou-Soupou, L'Hamattan Italia, Torino, 2009;
- Un'altra Sponda di blu, poesie, Residenza di scrittura, Poesia e Spiritualità, Semestrale di cultura transdisciplinare, Milano, Anno II- Numero 4, 2010;
- La poesia e l'appello alla promessa, traduzione di Marianna Salvioli, poesia inedita La gioia del danzatore, traduzione di Marianna Salvioli e Paolo Fabrizio Iacuzzi, Semicerchio rivista di poesia comparata, XLIII (2010/2), pp. 29–39.
- L'invisibile ritrova il suo posto, in Donatella Bisutti, Rosa Alchemica, Crocetti Editore, Milano, 2011.
- Poesia araba: Traduzione e riconoscimento, Islam in Sicilia, un giardino tra due civiltà, La scuola di traduzione di Palermo, La Traduzione come strumento di dialogo interculturale, Regione Siciliana, Assessorato Turismo, Sport e Spettacolo, Palermo, 2012.

### Poesie e prose tradotte in francese
- Mohammed Aziz Lahbabi, Florilège de la poésie arabe et berbère, Alger, 1970;
- Tahar Ben Jelloun, La mémoire future, anthologie de la nouvelle poésie du Maroc, François Maspero, Paris, 1976;
- Pour Abdellatif Laâbi, la table rase/nouvelle édition rupture, Paris, 1982;
- Poésie du Proche-Orient et de la Grèce, Atelier Européen Mars 1989, Edition Asfar, Paris, 1990;
- Pour Rushdie, cent intellectuels arabes et musulmans pour la liberté d'expression, La Découverte, Paris, 1993;
- Miche Treuler, Les Sculptures du Vent, Solibel, Bruxelles, 1994;
- Qu'est-ce que la poésie? Textes réunis par Bernard Noël, Editions Jean Michel Place, Paris, 1995;
- Eluard, Cent ans, "Je t'appellerai visuelle", Peintres et poètes d'aujourd'hui, Paris, 1995;
- Algérie, Textes et dessins inédits, éditions Le Fennec, Casablanca, 1995;
- Alain Bourdon et Dider Folléas, Casablanca, Fragments d'imaginaire, Textes et photographies, Editions Le Fennec, Casablanca, 1997;
- Pour Alberto, Hommages, L'escampette, 1998;
- Le poème arabe moderne, anthologie établie et présentée par Abdul Kader El Janabi, Maisonneuve & Larose, Paris, 1999;
- Bernadette Griot-Cullafroz accompagnée par Marline Cribier, Dans les bruits du monde, Le Hêtre pourpre éditeur, 2000;
- Le Maroc en Mouvement, créations contemporaines, Sous la direction de Nicole de Pontcharra et Maâti Kabbal, Maisonneuve & Larose, Paris, 2000;
- L'imaginaire méditerranéen, Textes réunis et présentés par Pierrette Renard et Nicole de Pontcharra, Maisonneuve & Larose, Paris, 2000;
- Anthologie de la poésie marocaine, Didier Editeur, Paris, 2001;
- Poésie 1, Dossier de la Poésie Arabe Contemporaine, présenté par Abdelkader El Janabi, n°27, 2001;
- Bernard Noël, Ecrire – Voir, Centre Joë Bousquet et son temps, 2002;
- Lire en fête, Histoires de lecture, Ministère de la culture et de la communication, Paris, 2003;
- Anthologie de textes de Proust à Jim Morrison, réunis par Claude Jeancolas, Rimbaud après Rimbaud, Textuel, Paris, 2004;
- Abdellatif Laâbi, La poésie marocaine, de l'indépendance à nos jours, Editions La Différence, Paris, 2005;
- Mohammed El Amraoui avec Catherine Charruau, Anthologie de la poésie marocaine contemporaine, Bacchanales, Maison de la poésie Rhône-Alpes, 2006;
- Bernard Noël : le corps du verbe, Colloque de Cerisy sous la direction de Fabio Scotto, ENS Editions, Lyon, 2008;
- La Nouvelle méditerranée, Conflits et coexistence pacifique, sous la direction de Dominique Bendo-Soupou, L'Harmattan Italia, Torino, 2009;
- Port Tanger Med,  TMSA Editions, Casablanca, 2010;
- Voix de la méditerranée, anthologie 2010, Editions associatives Clapas, France, 2010;
- Les poètes de la Méditerranée, Anthologie éditée par Egal Errera, Poésie / Gallimard et Culturesfrance, 2010.
- Bernard, Europe (revue), Bernard Noël, janvier-février 2011.
- Voix vives de méditerranée en méditerranée, anthologie Sète 2012, Editions Bruno Doucey, 2012.